# Taratak Tinggi
Taratak Tinggi is een bestuurslaag in het regentschap Dharmasraya van de provincie West-Sumatra, Indonesië. Taratak Tinggi telt 4644 inwoners (volkstelling 2010).